# Crotalaria vagans
Crotalaria vagans är en ärtväxtart som beskrevs av Roger Marcus Polhill. Crotalaria vagans ingår i släktet sunnhampor, och familjen ärtväxter. Inga underarter finns listade i Catalogue of Life.